# ماساهیرو یامادا
ماساهیرو یامادا (به ژاپنی: 山田 昌弘, Yamada Masahiro)؛ زادهٔ ۳۰ نوامبر ۱۹۵۷) جامعه‌شناس اهل ژاپن است.